# Werner Röhrich
Werner Röhrich (* 31. Juli 1929 in Rheinkamp; † 22. November 2003) war ein deutscher Politiker und ehrenamtlicher Landrat (SPD).

## Leben und Beruf
Nach dem Schulbesuch absolvierte er eine Ausbildung und war von 1949 bis 1953 als Bergmann tätig. Von 1953 bis 1961 war Röhrich Jugendsekretär bei der Sozialistischen Jugend Deutschlands „Die Falken“, Kreisverband Moers. Im Jahr 1961 wurde Werner Röhrich Gewerkschaftssekretär der ÖTV und ab 1971 Geschäftsführer der Kreisverwaltung Niederrhein, ein Amt, das er bis 1989 ausübte. Er war verheiratet und hatte drei Töchter.
Im Gemeinderat der Gemeinde Rheinkamp war er von 1956 bis 1959 vertreten. Dem Kreistag des ehemaligen Kreises Moers gehörte er vom 27. November 1964 bis zur Gebietsreform am 31. Dezember 1974 an. Von 1975 bis 1994 war Röhrich Mitglied des Kreistages des Kreises Wesel, dessen Landrat er vom 22. Mai 1975 bis 1994 war.
Von 1981 bis 1984 war er Mitglied der Landschaftsversammlung des Landschaftsverbandes Westfalen-Lippe. Außerdem war er in verschiedenen Gremien des Landkreistages Nordrhein-Westfalen tätig.

## Sonstiges
Werner Röhrich war Träger der Christian-Eberle-Medaille, der höchsten Auszeichnung der Sparkassenorganisation. 1976 wurde Röhrich der Eselorden der Stadt Wesel mit der Begründung verliehen, er habe sich zu der eselhaften Äußerung hinreißen lassen, man könne Wesel als Kreisstadt nicht ganz ernst nehmen.